# 嶋田晋
嶋田 晋（しまだ すすむ、1957年 - 2011年9月30日）は、ロボット工学者。中京大学情報理工学部教授（情報科学担当）。専門は、人工知能（知識表現、推論）。
近年は、人間と共存するロボットの開発を目的とし、主に物体認識の研究・開発を行っていた。東京大学大学院工学研究科修士課程修了。

## 経歴
1957年、鳥取県境港市生まれ。翌年、東京へ移住。1975年、麻布高校卒業、東京大学理科一類に入学。1978年、東京大学工学部計数工学科に進学し、1980年同学科卒業。1982年、東京大学大学院工学系研究科計数工学専攻修士課程修了。
1982年、東京大学工学部計数工学科助手。1984年、友人と共にベンチャー企業設立し、1985年、インテリジェントテクノロジー取締役。1986年アドイン研究所へ転職し、1987年に個人コンサルタント業を開始。
1988年、中京大学商学部講師、1990年同大学情報科学部講師、1993年同助教授、2003年同教授、2006年同大学情報理工学部教授。2010年7月、中京大学を退職。
2011年9月30日、虚血性心疾患のため逝去。
学外では、2009年日本ロボット学会編集委員、2009年3月〜2011年3月まで日本ロボット学会評議員を務めた。

## 著作
- 『計算機科学入門』サイエンス社 1984年：ISBN 978-4-7819-0375-0
- 『ウルトラマン研究序説』中経出版 1991年
- 『ゴジラ生物学序説』（共著）ネスコ・文藝春秋1992年
- 『本と私』（共著）三省堂1994年
- 『経営は鬼平に学べ』（共著）ジャパンタイムズ1994年
- 『ソフトコンピューティング』オーム社 2000年：ISBN 4-274-13215-3